# Salahminjärvi
Salahminjärvi eller Salahmijärvi är en sjö i Finland. Den ligger i kommunen Vieremä i landskapet Norra Savolax, i den centrala delen av landet, 400 km norr om huvudstaden Helsingfors. Salahminjärvi ligger 109,2 meter över havet. Den är 36,08 meter djup. Arean är 5,2 kvadratkilometer och strandlinjen är 15,9 kilometer lång. Sjön  ingår i Vuoksens huvudavrinningsområde.   I omgivningarna runt Salahminjärvi växer i huvudsak blandskog. Den sträcker sig 5,1 kilometer i nord-sydlig riktning, och 2,1 kilometer i öst-västlig riktning.
I övrigt finns följande i Salahminjärvi:
- Kollanluoto (en ö)